# Harris Hill, New York
Harris Hill är en ort i Erie County i delstaten New York, USA.